# 燈明寺畷新田義貞戦歿伝説地

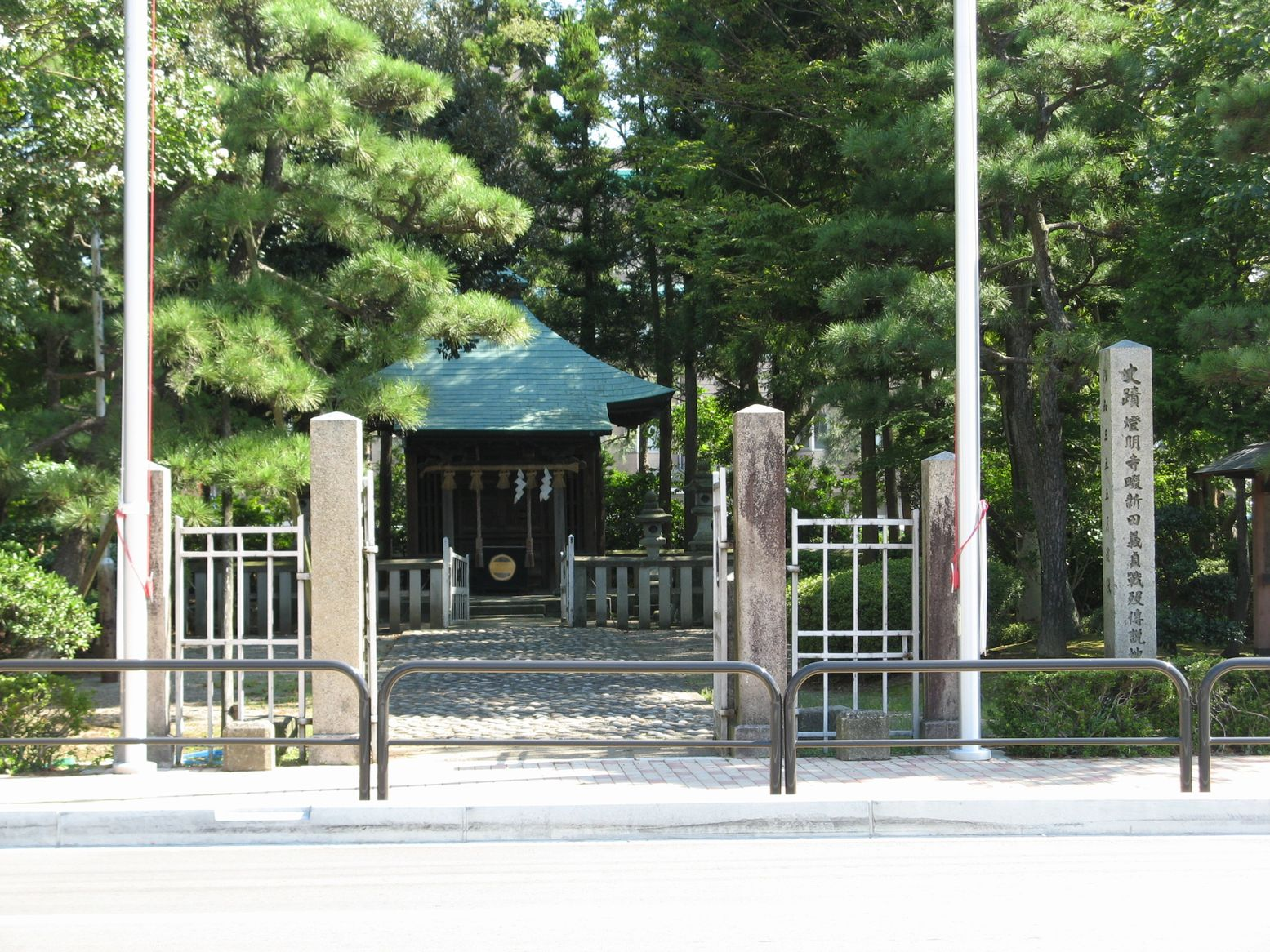
新田義貞戦歿伝説地（福井市新田塚町）

燈明寺畷新田義貞戦歿伝説地（とうみょうじなわてにったよしさだせんぼつでんせつち）は、福井県福井市新田塚町に位置する古戦場である。南北朝時代の南朝方武将新田義貞の戦没地であるという伝承に基づき、1924年（大正13年）12月9日に国の史跡に指定された。

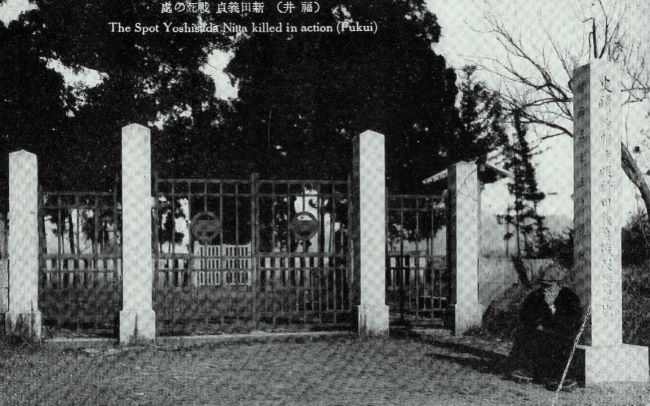
史蹟燈明寺畷新田義貞戦歿伝説地
（第二次世界大戦前の絵葉書）

## 概要
鎌倉幕府を倒す大功を立てた新田義貞は後醍醐天皇に与し、建武政権と足利尊氏離反後の南朝で重きをなした。足利方との湊川の戦いで京を追われた後は北陸道方面に退いていたが、足利方の圧迫を受けていた。1338年（延元3年/建武5年）、義貞は勢いを盛り返し、足利方が籠もる藤島城 (越前国)を攻める味方を督戦するため、わずか50余騎の手勢を従えて藤島城へ向かうが、燈明寺畷（現・福井県福井市新田塚町）で足利方と遭遇し、乱戦の中で戦死した（藤島の戦い）。
江戸時代の1656年（明暦2年）、この地を耕作していた百姓の嘉兵衛が偶然に兜を掘り出し、芋桶に使っていたところ、福井藩の軍学者井原番右衛門がこれを目にし、象嵌や「元応元年八月相模国」の銘文から新田義貞着用のものと鑑定した。その4年後の1660年（万治3年）には、福井藩主の松平光通が兜の発見された場所に「暦応元年閏七月二日 新田義貞戦死此所」と刻んだ石碑を建て、以後この地は「新田塚」と呼ばれるようになった。
明治維新後の1870年（明治3年）、新田塚の近くに新田義貞を祀る祠堂が建てられ、1876年（明治9年）には藤島神社と号した。義貞着用品とされた兜は松平家より藤島神社へ献納され、1900年（明治33年）、古社寺保存法に基づく国宝（現行法の重要文化財）に指定された。また、新田塚の古戦場は1924年（大正13年）に国の史跡に指定された。

## 伝承の真偽

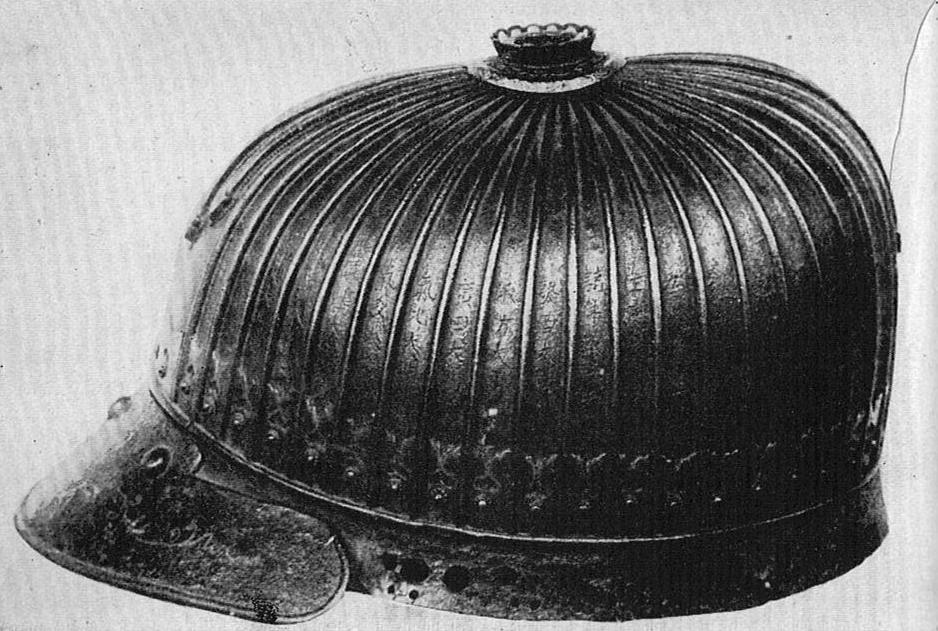
鉄製銀象眼冑（藤島神社所蔵）

現在は藤島神社が所蔵し、義貞の着料とされている兜鉢については、日本甲冑の研究者である山上八郎らにより、鉢の形状や装飾技法などからして、実際は南北朝時代の作品ではなく、それよりも下った戦国時代に相模の後北条氏に抱えられていた明珍系甲冑師が製作した「小田原鉢」と呼ばれる兜であると鑑定されている。また、兜鉢には土中に埋もれた形跡すらないため、山上は、当初はこの兜鉢と義貞伝説は無関係であったのが、松平家による奉納以降、両者が混合されて現在に至ったと推測しているが、兜がこの地より掘り出されたということ自体に関しては肯定的な見解を見せている。というのは、江戸時代の延宝年間に福井で活動していた長曽祢派の甲冑師・長曽祢興寛が製作した兜の中に「用源義貞兜模之」という銘が刻まれたものが複数存在するため、兜の発掘伝承には裏付けが一応あるからである。
ただし、その写しの兜の形状も、室町時代末期を待たないと現れない突盔形兜であることから、これも義貞の活躍した時期に合致しないものである。山上は甲冑の時代変遷を踏まえ、実際に発掘されたと考えられるその兜について、天正年間の越前一向一揆の戦闘に際して使用されたものが地中に埋もれた後、江戸時代に再び見出されたものと考察し、この兜が発掘時に新田義貞の所用とされ、同地が義貞最期の地に定められたことに対して「甚だ非科学的な扱い」と論じ、義貞の戦没地を伝説から切り離して考える必要があると主張している。